# Nowe Załubice
Nowe Załubice (prononciation : [ˈnɔvɛ zawuˈbit͡sɛ]) est un village polonais situé dans la gmina de Radzymin dans le powiat de Wołomin et en voïvodie de Mazovie dans le centre-est de la Pologne.
Il se situe à environ 8 kilomètres au nord de Radzymin, 16 kilomètres au nord de Wołomin (siège du powiat), et à 32 kilomètres au nord de Varsovie (capitale de la Pologne).
Le village possède une population de 359 habitants en 2007.

## Histoire
De 1975 à 1998, le village appartenait administrativement à la voïvodie de Varsovie.